# Occident au IXe siècle
Le IXe siècle en Europe occidentale fait suite au VIIIe siècle et précède le Xe siècle.

L'Europe à la mort de Charlemagne.

## Situation politique
- Début de l'Age des Vikings en 793.

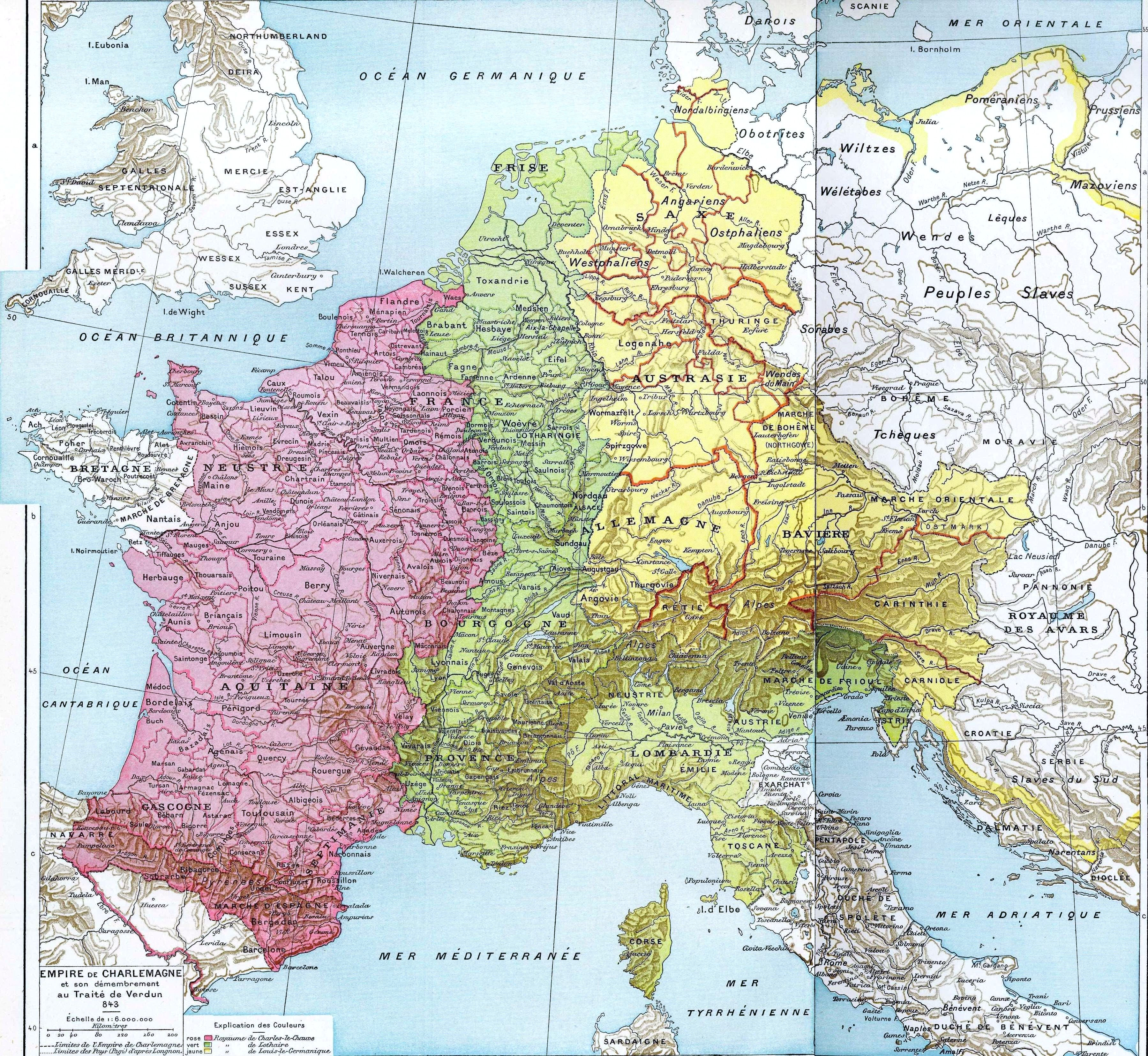
Partage de l'empire au traité de Verdun.

- 843 : partage en trois parties de l'empire carolingien par le traité de Verdun ;
- Invasions vikings, sarrasines et hongroises, qui provoquent la désagrégation de l'empire carolingien ;
- Les Lives, ancêtres des Lettons, apparaissent en Lettonie au IXe siècle ;
- Les Polanes sont mentionnés par le Géographe bavarois dans la première moitié du IXe siècle ;
- Les Petchenègues sont chassés par les Turcs Oghuz vers l’ouest, entre l’Oural et la Volga, puis entre la Volga et le Don et au nord de la mer d'Azov. Ils se heurtent aux Magyars qu’ils repoussent au-delà du bas Dniepr et du Danube. À la fin du siècle, ils dominent toute la côte de la mer Noire, du Don à la Moldavie ;
- 869 : IVe concile de Constantinople ;
- 882 : fondation de la principauté de Kiev.

À l'Est, des Vikings d'origine danoise et surtout suédoise écumèrent le réseau fluvial de l'actuelle Russie, commerçant et pillant avec les peuples slaves locaux. Nommés Varègues ou Rus, ces Scandinaves fondèrent de nombreuses villes le long de la Volga, et y formèrent peu à peu des principautés indépendantes, comme le prince Riourik à Novgorod, qui formèrent le berceau de la future principauté de Kiev et, rétrospectivement, de la nation russe. Ces États rus persistèrent jusqu'à l'invasion mongole de 1240.

## Renaissance carolingienne
Grâce à Charlemagne et à ses successeurs (particulièrement Louis le Pieux et Charles le Chauve), l'Occident chrétien connaît une période exceptionnelle de renouveau culturel de la fin du VIIIe siècle à la fin du IXe siècle.
Ce renouveau se manifeste d'abord dans le monde des écoles, grâce à une législation scolaire ambitieuse dès l'Admonitio generalis de 789 et à un dense réseau de foyers d'études. L'autre manifestation majeure du renouveau carolingien est la culture de cour, fort vivace à Aix-la-Chapelle où certains évoquent une « Académie palatine », mais aussi auprès de divers princes et évêques soucieux de s'attirer des lettrés compétents.
La richesse de ce mouvement est illustrée par le legs intellectuel de ses nombreux acteurs, dont quelques-uns sont à retenir particulièrement.
Alcuin tout d'abord, écolâtre d'York, dont Charlemagne s'attache les services en 781 après l'avoir rencontré à Parme, et qui devient le principal inspirateur de la politique scolaire impériale, en même temps qu'un auteur prolifique de traités sur les arts libéraux qu'il remet à l'honneur, notamment dans le cadre de son abbatiat de Saint-Martin de Tours à partir de 796.
Raban Maur ensuite, abbé de Fulda où se situe le principal foyer scolaire de Germanie, proche de Louis le Pieux puis de Lothaire Ier, qui laisse à son tour de nombreux écrits sur les arts libéraux et la théologie.
On peut citer enfin Jean Scot Érigène, artisan de la vie intellectuelle dans la Francie de Charles le Chauve, dont l'œuvre théologique novatrice (marquée par l'influence de la théologie négative du Pseudo-Denys et le renouveau de la dialectique) aura une influence sur plusieurs siècles.

## Invasions des vikings

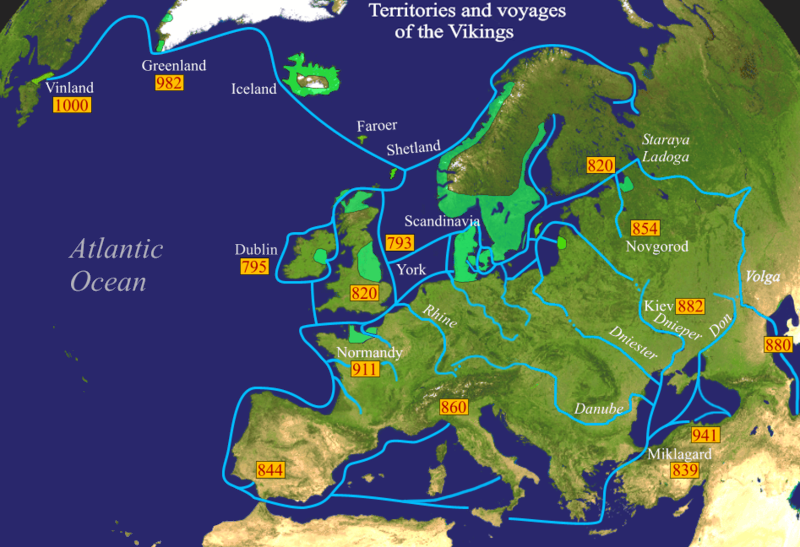
Routes et colonisations des Vikings au IX.

Au IXe siècle, l'Occident connaît de nouvelles invasions. 
Un facteur de l’émergence de l’âge viking peut avoir été la destruction de la flotte frisonne par Charlemagne vers 785, qui interrompit le flux de nombreux commerces de biens avec l'Europe centrale vers la Scandinavie et força les Vikings à aller les chercher eux-mêmes.
Une autre cause possible est la progression du christianisme à la frontière du Danemark, sous le règne de Charlemagne, avec la soumission des Frisons et des Saxons, entraînant une réaction des Scandinaves face à cette menace religieuse et militaire.
Peut être faut-il aussi tenir compte de l'adoucissement du climat qui peut avoir amené une augmentation de la population, enjoignant de trouver de nouveaux espaces.
Grâce à leurs navires bien adaptés, les Vikings, venus de Scandinavie (Nord de l'Europe d'où « Normands »), parviennent à remonter les cours d'eau et à piller en profondeur les pays côtiers de l'Occident chrétien.
L'autorité du roi s'effondre d'autant plus vite que l'armée carolingienne est taillée pour une stratégie offensive, avec l'organisation de campagnes annuelles qui forcent les voisins au respect (ils finissent d'ailleurs par payer un tribut). Cette logistique lourde ne peut répondre aux raids rapides et incessants des Sarrasins ou des Vikings dont le principal atout est la mobilité. Le roi n'a pas d'armée pour surveiller en permanence les estuaires et les fleuves.
Dès lors la défense doit être prise en charge localement.
La défense du pays est exercée par les représentants du roi dans une circonscription, comtes, abbés et évêques. En se substituant localement au roi et en exerçant les mêmes droits que lui dans leurs seigneuries, ils gagnent un certain pouvoir vis-à-vis des populations.
Au total, si au IXe siècle les vikings ont notablement ralenti l'économie par leurs pillages et l'effort militaire qu'ils ont imposé, ils ont aussi indirectement contribué à l'urbanisation de la population, en faisant fuir les paysans vers ces centres fortifiés, augmentant la main-d'œuvre disponible dans cette population urbaine, notamment pour en assurer la défense militaire. L'économie monétaire locale s'en sort accrue : les revenus du seigneur en retour de sa protection permettent de financer fortifications et soldats, et les revenus de ces soldats et artisans leur servent à acheter les surplus agricoles aux paysans qu'ils protègent.

## Féodalité

Les 3 états : religieux, guerrier et paysan.

La féodalité, comme relation entre professionnels de la guerre, est née entre Loire et Meuse au IXe siècle, de la déliquescence de l'Empire carolingien détruit par les agressions extérieures (Normands, Sarrasins, Hongrois) et morcelée à l'intérieur entre les héritiers et leurs partisans.
Ce système est né de la disparition de toute autorité publique, et de l'insécurité majeure : invasions extérieures, guerres à l'intérieur d'un royaume, famines (souvent issues des guerres). Le pouvoir royal s'affaiblit considérablement et l'Europe se divise en principautés entre lesquelles les communications diminuent.
La féodalité est issue de la présence d'un régime seigneurial dès la fin de l'Empire romain, où l'aristocratie guerrière s'était partagée la terre. Elle y agrège le régime vassalique de l'époque mérovingienne, où les hommes libres se mettent au service d'un puissant contre sa protection, et contre un bénéfice s'il n'est pas propriétaire. Ces bénéfices étaient aussi attribués comme récompense aux compagnons (comes, qui donne comte) du puissant.
Ce mode d'organisation politico-sociale s'est développé dans une société presque exclusivement rurale, sous-peuplée, où la richesse et la puissance se confondent avec la possession de la terre.
Il implique la prédominance d'une caste de guerriers professionnels (qui n'existe pas à proprement parler à l'époque mérovingienne) et des relations d'homme à homme, qui permettent son extension à toute la société par la suite.
Dans le système tel que présenté par les élites médiévales, pour l'essentiel cléricales, le chevalier assurait la protection aux paysans, qui en échange lui fournissaient subsistance et moyens de s'équiper.
La protection revêtait plusieurs formes :
- guerrière : combat personnel du chevalier contre des attaques ;
- défensive : abri procuré par le château pour les personnes, le bétail et les récoltes ;
- chasse : autant qu'un entraînement à la guerre, la chasse avait une utilité pour la communauté paysanne, qui se voyait ainsi débarrassée des animaux sauvages destructeurs des cultures (cerfs, daims, chevreuils, sangliers) ou menaçants pour le bétail (loups, renards, ours).

Au IXe siècle, le nom de bénéfice fait place à celui de fief.
En France, l'hérédité des fiefs est consacrée par le capitulaire de Quierzy (877) qui l'étend aux gouvernements des provinces de l'empire carolingien. 
Commence alors la véritable époque féodale. Les possesseurs des fiefs devenus héréditaires accroissent facilement leur puissance sous les derniers Carolingiens, et certains de ces grands feudataires deviennent de fait indépendants.
La féodalité s'étendit à l'Allemagne, l'Italie du Nord, l'Espagne chrétienne dans un premier temps ; puis à l'Italie du Sud, à l'Angleterre par la conquête normande, et fut transposée dans les États latins d'Orient avec les Croisades.

## Évolution religieuse
La formation du clergé se donne sur place, chaque paroisse devant s'occuper de ses clercs.
La classe guerrière se considère comme la première des trois ordres sociaux et montre peu de respect pour le sacerdoce, un seigneur peut choisir l'un de ses serfs pour desservir sa chapelle castrale.

## Économie et agriculture
Le IXe siècle voit l'émergence d'une économie fondée sur les surplus agricoles.
Les techniques agricoles s'améliorent : passage de la rotation biennale à l'assolement triennal, utilisation de la fumure. Les rendements passent de 4 grains récoltés pour 1 semé à 5 ou 6.
L'outillage agricole évolue, les seigneurs peuvent fournir des charrues, dont l'usage peut se répandre de plus en plus. Le collier d'épaule et le fer à cheval augmentent la puissance de la traction animale, permettant notamment de labourer des terrains plus lourds (inexploitables avec des araires) et les terres nouvellement défrichées (encombrées de racines).
Ces progrès permettent à l'activité agricole de dégager des surplus et de sortir d'une économie de subsistance. La population est mieux protégée des disettes, et par voie de conséquence des épidémies : la mortalité diminue, la population augmente.
Les gains en population et technique permettent de nombreux défrichages sur les « terres ingrates » précédemment inexploitables.
Le paysan peut revendre des surplus, il est donc intéressé à produire plus que ce qu'il faut pour survivre, après avoir reversé une partie de sa production à son seigneur.
Par ailleurs, grâce à sa petite valeur faciale, le denier d'argent normalisé en 781 par Charlemagne permet de sortir de l'économie de troc, et introduit producteurs et consommateurs dans le circuit commercial.
Les seigneurs investissent dans des équipements collectifs améliorant la productivité : moulins à eau (en remplacement des meules à bras utilisées tant que la main-d'œuvre était servile), pressoirs à huile ou à vin (en remplacement du foulage)
L'utilisation de l'énergie hydraulique plutôt qu'animale ou humaine permet une productivité sans comparaison avec celle disponible dans l’Antiquité : chaque meule d'un moulin à eau peut moudre 150 kg de blé à l'heure, ce qui correspond au travail de 40 esclaves.
Ces gains de productivité en agriculture et dans l'industrie alimentaire dégagent de la main-d’œuvre pour d’autres activités. La population cesse d'être essentiellement agricole. Les surplus agricole du secteur primaire permettent l'émergence d'un secteur secondaire plus diversifié, et d'un secteur tertiaire. Les biens et services de ces nouveaux secteurs sont rémunérés par l'économie monétaire émergente.